# David Watson (fotbollsspelare)
David Vernon Watson, född 5 oktober 1946, är en engelsk före detta fotbollsspelare som under sin karriär spelade för bland andra Sunderland och Manchester City.

## Klubbkarriär
David Watson startade sin karriär som anfallare i Notts County 1966 där han spelade 23 ligamatcher under två säsonger innan han 1968 värvades till Rotherham United i utbyte mot Keith Pring och £1,000. Efter tre säsonger och totalt 141 matcher så såldes Watson vidare till Sunderland för £100,000 i december 1970. När Bob Stokoe tog över Sunderland i november 1972 flyttades Watson ner från anfallare till mittback. Ett drag som blev lyckat då Sunderland gick till FA-cupen 1973 där klubben vann med i 1-0 mot Leeds United. Det var första gången på över 40 år som ett lag från andradivisionen vann cupen.
Efter att Sunderland missat uppflyttning både 1973/1974 och 1974/1975 såldes Watson till Manchester City sommaren 1975. Under säsongen 1976/1977 missades Manchester City guldet med 1 poäng. Dock så vann City Ligacupen 1976, efter 2-1 i finalen mot Newcastle United. 1979 gick David Watson vidare till tyska Werder Bremen. Tiden i Tyskland blev turbulent då han blev utvisad i sin andra match och blev avstängd i åtta veckor, bötfälld av klubben och vägrade att åka med till en bortamatch mot Schalke 04.
Watson återvände till England i oktober då han skrev på för Southampton, där han gjorde 73 matcher. I januari 1982 gick Watson till Stoke City där han spelade 59 matcher innan han rundade av karriären med en säsong vardera i Vancouver Whitecaps, Derby County, Notts County och Kettering Town.

## Internationell karriär
David Watson gjorde debut för England som 27-åring i en träningsmatch mot Portugal, en match som skulle bli Alf Ramseys sista som förbundskapten. Watsons första tävlingsmatch för England gjorde han i kvalet till EM 1976 när England vann med 3-0 mot Tjeckoslovakien.
Inför EM 1980 så gjorde Watson sin 50:e landskamp mot Argentina. I själva turneringen så spelade han samtliga gruppspelsmatcher mot Belgien, Italien och Spanien. England fick respass i gruppspelet efter att ha vunnit mot Spanien, kryssat mot Belgien och förlorat mot Italien. Hans sista landskamp blev mot Island i juni 1982.

## Meriter
Sunderland
- FA-cupen: 1973

Manchester City
- Engelska Ligacupen: 1976